# Netzleger

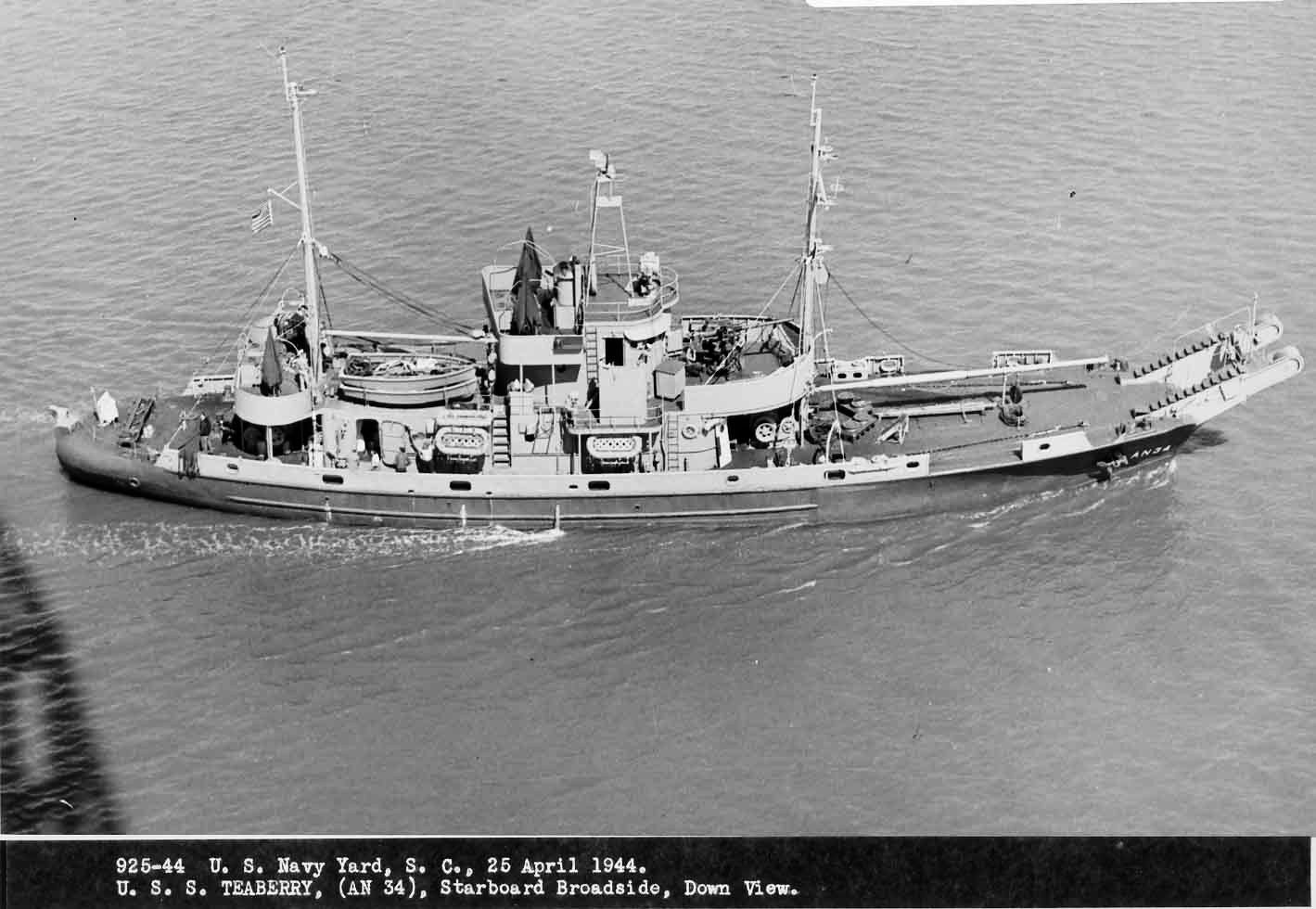
Netzleger USS Teaberry (AN-34)

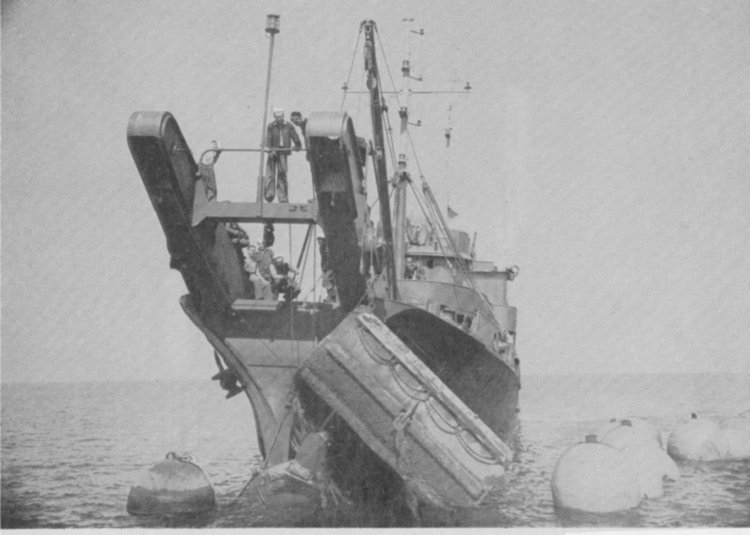
Netzleger USS Sandalwood bei der Arbeit

Netzleger sind Kriegsschiffe oder Hilfsschiffe von Seestreitkräften, die Hafeneinfahrten oder andere Seewege durch Legen von Balken- und Netzsperren gegen U-Boote, Schnellboote, Torpedos und Kampfschwimmer schützen.

## Allgemeines
Bei einer Verdrängung von 500 bis 3700 Tonnen haben Netzleger eine Seeausdauer von 3 bis 15 Tagen und können somit bei einer Geschwindigkeit von 10 bis 15 Knoten zwischen 2000 und 3500 Seemeilen in Marschfahrt zurücklegen. Die Besatzung europäischer Netzleger umfasst 30 bis 180 Mann; im asiatischen Raum (Korea, Japan, Taiwan) sind auch kleinere Netzleger mit nur bis zu 20 Mann Besatzung im Einsatz. Die Bewaffnung von Netzlegern war und ist sehr unterschiedlich, was auch darauf zurückzuführen ist, dass häufig Umbauten ziviler oder militärischer Seefahrzeuge für diesen Zweck benutzt wurden. Heutige Netzleger haben meist eine Bewaffnung von bis zu acht Flugabwehrgeschützen der Kaliber 2 bis 4 cm.
Der erste Netzleger war die Guardian (3.665 Tonnen), die 1932 in Großbritannien vom Stapel lief.

## Verschiedene Marinen

### Kriegsmarine
Die deutsche Kriegsmarine hatte im Zweiten Weltkrieg 45 Netztender, wobei letztendlich 40 in Dienst gestellt waren. Hinzu kamen noch neunzehn Netzleger, zwei Netzleichter und weitere Unterstützungsfahrzeuge.
Siehe auch: Netzsperrflottillen

### United States Navy
Die amerikanische Marine hatte im Zweiten Weltkrieg insgesamt 77 Netzleger im Dienst, die vor allem im Pazifik eingesetzt waren und dort stählerne Netze zum Schutz gegen Torpedos und U-Boote um einzelne Schiffe oder ganze Ankerplätze legten. Die Schiffe waren mit der Rumpfkennung „YN“ („Yard Net Tender“) bzw. „AN“ („Auxiliary Net Layer“) gekennzeichnet. Die ersten 32, alle im Jahre 1940 vom Stapel gelaufen, waren aus Stahl, die nächsten 30 wegen der kriegsbedingten Stahlknappheit aus Holz, und die letzten 15, die 1944 und 1945 auf Kiel gelegt wurden, waren wiederum aus Stahl.

### Royal Navy
In der britischen Royal Navy dienten im Zweiten Weltkrieg insgesamt 87 Netzleger, dort „Boom Defence Vessels“ genannt und mit der Kennung „Z“.  Davon gehörten 71 zur Bar-Klasse, 10 zur Net-Klasse und 5 zur Pre-Klasse; hinzu kam die Dunnet, ein Einzelschiff.

### Royal Australian Navy
Die australische Marine hatte ein Schiff der Net-Klasse und drei Schiffe der Bar-Klasse in Dienst, darunter HMAS Kangaroo.